# 라크로스
라크로스(Lacrosse)는 원래 캐나다의 원주민들이 즐기던 고무공과 "크로스"나 "라크로스 스틱"이라고 불리는 긴 손잡이가 달린 라켓으로 즐기는 단체운동이다. 라크로스 스틱의 머리 부분에는 그물이 늘어뜨려져있어 라크로스 공을 잡도록 되어있다. 공격의 목표는 라크로스 스틱으로 공을 잡아 패스를 통해 상대편의 골에 넣는 것이다. 수비일 경우 상대방이 득점하지 못하도록 막으면서 상대방이 소유한 공을 놓치도록 막대기 또는 몸으로 막는 것이다.
선수들은 라크로스 스틱의 머리 부분을 사용하여 공을 운반하고, 패스하고, 잡고, 골대 안으로 슛한다. 이 스포츠에는 필드 라크로스, 여자 라크로스, 박스 라크로스, 인터크로스 등 스틱, 필드, 규칙 및 장비가 서로 다른 네 가지 버전이 있다. 남자 경기인 필드 라크로스(실외)와 박스 라크로스(실내)는 접촉 스포츠이며 모든 선수는 헬멧, 장갑, 어깨 패드, 팔꿈치 패드 등 보호 장비를 착용한다. 여자 경기는 야외에서 진행되며 신체 접촉은 허용되지 않지만 스틱 대 스틱 접촉은 허용된다. 여자선수에게 필요한 보호장비는 안경뿐이며, 골키퍼는 헬멧과 보호패드를 착용한다. 남자 필드 라크로스와 여자 필드 라크로스 모두 작은 필드에서 6대6 버전으로 진행되어 다양한 스포츠 이벤트에서 인정을 받고 있다. 인터크로스(Intercrosse)는 플라스틱 스틱과 부드러운 공을 사용하여 실내에서 진행되는 남녀 혼합 비접촉 스포츠이다.
현대 스포츠는 월드 라크로스가 관리하며 원주민 밴드와 아메리카 원주민 부족을 주권 국가로 인정하는 유일한 국제 스포츠 조직이다. 이 조직에서는 남자를 위한 세계 라크로스 선수권 대회, 여자 라크로스 월드컵, 박스 라크로스를 위한 세계 실내 라크로스 선수권 대회, 남녀 모두를 위한 19세 이하 세계 라크로스 선수권 대회를 개최한다. 각각은 4년마다 개최된다. 하계 올림픽 라크로스는 1904년과 1908년 두 차례 하계 올림픽에 참가했다. 또한 1928년, 1932년, 1948년 하계 올림픽에서도 시범 종목으로 개최되었다.

## 역사
라크로스는 이미 서기 1100년에 다양한 아메리카 원주민 공동체가 했던 게임에 기반을 두고 있다. 17세기에 이르러 라크로스의 형태가 확고히 확립되었고 현재 캐나다 지역의 예수회 선교 사제들에 의해 문서화되었다.
전통적인 캐나다 원주민 버전에서 각 팀은 수 마일/킬로미터 길이의 들판에서 약 100~1,000명의 남자로 구성되었다. 이 게임은 해가 뜰 때부터 해가 질 때까지 2~3일 동안 계속되었으며 일종의 상징적 전쟁인 의식 의식의 일부로 진행되거나 창조주나 스승에게 감사를 표하기 위해 진행되었다.
라크로스는 수년 동안 대륙 전역의 부족들의 공동체와 종교 생활에서 중요한 역할을 해왔다. 초기 라크로스는 그것이 수행된 전투 정신에 걸맞게 깊은 영적 참여가 특징이었다. 참여한 사람들은 자신과 부족에게 영광과 명예를 가져오겠다는 목표를 가지고 전사의 역할을 수행했다. 이 게임은 "창조자를 위해" 플레이되거나 "창조자의 게임"으로 불렸고, 게임 버전은 "바가타웨이(baggataway)"라고 불렸다.
프랑스 예수회 선교사 장 드 브레뵈프(Jean de Brébeuf)는 1637년 현재 온타리오에서 휴런(Huron) 부족민들이 이 게임을 하는 것을 보았다. 그는 그것을 프랑스어로 "막대기"라는 뜻의 라크로스(la crosse)라고 불렀다. 이름은 필드 하키를 뜻하는 프랑스 용어인 le jeu de la crosse에서 유래한 것으로 보인다.
제임스 스미스(James Smith)는 1757년에 모호크족이 했던 게임에 대해 자세히 설명했다. "이제 그들은 직경이 약 3인치(7.6cm)인 나무 공을 사용했으며, 공을 움직이는 도구는 약 5피트(1.5cm)의 강한 지팡이였다. 끝에는 후프 네트가 달려 있어 공을 담을 수 있을 만큼 충분히 크다."
몬트리올 출신의 영어권 사람들은 모호크 사람들이 게임을 하는 것을 보고 1830년대에 스스로 게임을 하기 시작했다. 1856년 캐나다 치과의사인 윌리엄 조지 비어스가 몬트리올 라크로스 클럽을 설립했다. 1860년에 비어스는 게임을 성문화하여 각 게임의 길이를 줄이고 플레이어 수를 팀당 12명으로 줄였다. 비어스의 규칙에 따라 진행된 첫 번째 게임은 1867년 어퍼 캐나다 칼리지(Upper Canada College)에서 열렸다. 그들은 토론토 크리켓 클럽에 3-1로 패했다.
새로운 스포츠는 매우 인기가 있었고 영어권 세계에 널리 퍼졌다. 1900년에는 캐나다, 미국, 영국, 호주, 뉴질랜드에 수십 개의 남성 클럽이 있었다. 여자 경기는 1890년 스코틀랜드의 루이자 럼스덴(Louisa Lumsden)에 의해 소개되었다. 미국 최초의 여자 클럽은 1926년 브린 모어 스쿨의 로사벨 싱클레어(Rosabelle Sinclair)에 의해 시작되었다.
미국에서 1800년대 후반과 1900년대 전반기 동안 라크로스는 주로 중부 대서양 주, 특히 뉴욕과 메릴랜드를 중심으로 한 지역 스포츠였다. 그러나 20세기 후반에 이 스포츠는 이 지역 밖으로 퍼져나갔고 현재는 미국 대부분 지역에서 볼 수 있다. 2016년 미국 라크로스가 실시한 조사에 따르면 전국적으로 825,000명 이상의 라크로스 참가자가 있으며 라크로스는 NFHS 회원 학교 중 가장 빠르게 성장하는 팀 스포츠이다.

## 국제 라크로스
라크로스는 역사적으로 캐나다와 미국에서 대부분 플레이되었으며, 영국과 호주에는 작지만 헌신적인 라크로스 커뮤니티가 있다. 그러나 최근 라크로스는 전 세계, 특히 유럽과 동아시아 지역에 팀이 설립되면서 국제적인 수준에서 번성하기 시작했다.

### 세계 라크로스
2008년 8월, 남자 국제 연맹인 국제 라크로스 연맹이 여자 협회인 국제 여자 라크로스 협회 연맹과 합병하여 국제 라크로스 연맹(FIL)을 설립했다. FIL은 2019년 5월부터 월드 라크로스(World Lacrosse)로 명칭을 변경했다. 현재 월드 라크로스에는 62개 회원국이 가입되어 있다.

### 올림픽 게임
필드 라크로스는 1904년과 1908년 하계 올림픽에서 메달 스포츠였다. 1904년 세인트루이스에서 열린 경기에는 세 팀이 경쟁했다. 두 캐나다 팀인 위니펙 샴록스(Winnipeg Shamrocks)와 이로쿼이 연맹의 모하크(Mohawk) 팀, 그리고 미국을 대표하는 지역 세인트루이스(St. Louis) 아마추어 체육 협회 팀이 참가했다. 위니펙 샴록스가 금메달을 획득했다. 1908년 영국 런던에서 열린 올림픽에는 캐나다와 영국을 대표하는 두 팀만 참가했다. 캐나다인은 단일 챔피언십 경기에서 14-10의 점수로 다시 금메달을 획득했다.
1928년, 1932년, 1948년 하계 올림픽에서 라크로스는 시범 스포츠였다. 1928년 암스테르담 올림픽에는 미국, 캐나다, 영국 3개 팀이 참가했다. 1932년 로스앤젤레스 올림픽에서는 캐나다 올스타 팀과 미국이 맞붙은 3경기의 경기가 펼쳐졌다. 미국은 1928년과 1932년 올림픽에서 존스 홉킨스 대표로 출전했다. 1948년 게임에서는 영국 라크로스 연합(English Lacrosse Union)이 조직한 "올 잉글랜드(All-England)" 팀과 미국을 대표하는 렌슬리어 공과대학교의 대학 라크로스 팀의 전시가 열렸다. 이번 시범경기는 5-5 무승부로 끝났다.
1996년 조지아주 애틀랜타 하계 올림픽과 2000년 호주 시드니 하계 올림픽에서 라크로스를 시범 스포츠로 포함시키려는 노력이 있었지만 성공하지 못했다.
라크로스가 올림픽에 복귀하는 데 걸림돌이 된 것은 국제적인 참여 부족이었다. 올림픽에 참가하려면 4개 대륙, 최소 75개국에서 스포츠가 개최되어야 한다. 라크로스는 6개 대륙 모두에서 플레이되지만, 가나가 가입한 2019년 8월 현재 이 스포츠를 플레이하는 국가는 63개국뿐이다. 그러나 요즘에는 널리 행해지는 스포츠에 대한 수치적 기준이 폐지되었다. 국제 올림픽 위원회(IOC)는 2018년에 월드 라크로스에 임시 지위를 부여했으며 라크로스는 2028년 하계 올림픽에 포함될 수도 있다. 2022년 8월에는 라크로스 등 9개 스포츠가 게임에 포함될 최종 후보로 선정되었다고 발표되었으며 발표는 그 달 말에 이루어질 예정이다.

### 기타
유럽 라크로스 연맹(ELF)은 1995년에 설립되어 그해 첫 번째 유럽 라크로스 선수권 대회를 개최했다. 원래는 연례 행사였지만 현재는 FIL 남자 선수권 대회와 여자 선수권 대회 사이에 4년마다 개최된다. 2004년에는 남자 12개 팀, 여자 6개 팀이 토너먼트에 참가하여 올해 최대 규모의 국제 라크로스 행사가 되었다. 마지막 남자 토너먼트는 24개국이 참가한 2016년이었다. 잉글랜드는 10개 토너먼트 중 9번째 금메달을 획득했다. 2015년은 체코에서 17개 팀이 참가한 마지막 여자 토너먼트였다. 잉글랜드는 여섯 번째 금메달을 획득했으며 웨일스는 은메달, 스코틀랜드는 동메달을 획득했다. 영국 출신의 이 세 국가는 1996년 토너먼트가 시작된 이래로 3개의 메달을 제외한 모든 메달을 획득하면서 여자 선수권 대회를 장악해 왔다. 현재 ELF에는 29개의 회원이 있으며 이들은 FIL의 대부분의 국가를 구성한다.
아시아태평양 라크로스 연맹(Asia Pacific Lacrosse Union)은 2004년에 호주, 홍콩, 한국, 일본이 설립했다. 현재 12명의 회원으로 구성되어 있으며 2년마다 남자팀과 여자팀 모두를 대상으로 아시아태평양 챔피언십을 개최하고 있다.
라크로스는 폴란드에서 열린 2017년 월드 게임에서 처음으로 월드 게임에 출전했다. 이번 대회에는 여자팀만 참가했다. 미국은 결승전에서 캐나다를 꺾고 금메달을 획득했다. 호주가 동메달 결정전에서 승리했다. 하우데노사우네 내셔널스(Haudenosaunee Nationals) 여자 라크로스팀은 참가하지 못했다.
2022년 미국 앨라배마주 버밍엄에서 열린 월드 게임에서는 더 작은 경기장에서 진행되는 6v6 버전으로 구성된 남자 및 여자 토너먼트가 열렸다.

## 같이 보기
- 필드하키
- 헐링
- 세계 라크로스 연맹